# Берладники
Берладники — беглецы и беженцы разных социальных слоев Киевской Руси, преимущественно южных земель, которые оставляли родину из-за притеснений разного рода и селились между Карпатами и Днестром, в низовье Дуная, преимущественно в городе Бырлад на одноимённой реке (в настоящее время в Румынии). Существовали на протяжении XII—XIII веков. Ассоциируются рядом исследователей с западными бродниками.

## История
Сведения о берладниках содержатся в грамоте 1134 года берладского князя Ивана Ростиславича Берладника. Грамота впервые была опубликована в 1860 году и затем в 1869 году Б. П. Хашдеу. Подлинник грамоты отсутствует. Некоторые ошибки в написании слов свидетельствуют о её возможном новейшем происхождении. Предполагается, что Хашдеу из патриотических соображений сочинил её сам.
В русских летописях часто упоминаются берладники и города у Дуная. В Ипатьевской летописи упоминается война 1159 года между князем Ярославом из Галича и его двоюродным братом Иваном Берладником. «Иванъ уполошивса ѣха въ поле къ Половцемъ… и ста въ городахъ подунайскихъ…». «И приидоша к нему половци мнози и берладника у него искупися (собрялось) 6000».
В 1161 году берладники захватили порт Олешье в устье реки Днепр, чем нанесли большой урон торговле киевских купцов. Имя князя Ивана Ростиславича Берладского часто упоминается в русских летописях между 1144 и 1162 гг. Он после изгнания из Галича служил разным русским князьям, был связан с половцами.
«Берладскую землю» можно считать одним из прямых предшественников Молдавского княжества, первым известным крупным политическим образованием в нижнем междуречье Прута и Сирета, в котором также проживали валахи и некоторые мигрирующие славянские племена.